# Comuna Mikitamäe
Mikitamäe este o comună (vald) din Comitatul Põlva, Estonia. Cuprinde 18 sate. Reședința comunei este satul Mikitamäe.